# グナエウス・ドミティウス・カルウィヌス
グナエウス・ドミティウス・カルウィヌス（ラテン語: Gnaeus Domitius Calvinus, 生没年不詳）は、紀元前1世紀の共和政ローマ期の政務官。ノビレスのドミティウス氏族出身で紀元前53年と紀元前40年に執政官を務め、ガイウス・ユリウス・カエサル及びアウグストゥス（オクタウィアヌス）の側に味方して戦った。

## 生涯
カエサル派として紀元前53年に執政官に選出されたが、政治的なスキャンダルに見舞われた。紀元前49年からのカエサル派と元老院派とのローマ内戦ではカエサル側に立ち、ファルサルスの戦いでカエサル軍の中央部軍を率いて勝利に貢献した。戦後カエサルによって小アジアの統治を任されたが、ポントスとボスポロス王国の王ファルナケス2世が内戦の間隙を突いて小アジアへ侵入を図り、ポントス軍と激突したが大敗を喫した。紀元前47年8月にカエサルがゼラの戦いでファルナケス2世を破り失地を回復、ドミティウスは失敗にもかかわらず処罰は受けなかったが、その後の戦いで起用されることは無かった。
紀元前44年3月にカエサルが暗殺されたが、その前後の行動ははっきりしない。紀元前42年のフィリッピの戦いではオクタウィアヌス及びマルクス・アントニウス側についたが、イオニア海での戦いではグナエウス・ドミティウス・アヘノバルブスに敗北して2個軍団を失った。結局、フィリッピの戦いでは第二回三頭政治側が勝利を収め、ドミティウスは再度の失敗にもかかわらず、紀元前40年に2度目の執政官に選出された。紀元前39年からプロコンスルとして3年間ヒスパニア総督を務めた。
紀元前36年7月15日、凱旋式が挙行され、戦利品でもってレギアを建設した。その後の足跡ははっきりしないが、碑文によると「Arval Brethren」のメンバーとしてドミティウスの名があり、この碑文に記された紀元前20年まで生存していたことは確実である。